# Stylometra
Stylometra is een geslacht van haarsterren uit de familie Thalassometridae.

## Soort
- Stylometra spinifera (Carpenter, 1881)